# Elena García Armada
Elena García Armada és una enginyera industrial espanyola que lidera el grup del CSIC que ha desenvolupat el primer exoesquelet biònic del món per a nens amb atròfia muscular espinal, malaltia degenerativa que afecta prop de 2.000 menors a Espanya. És coneguda a nivell mundial.

## Biografia
Va créixer en un entorn científic. La seva mare és doctora en física i professora d'universitat i el seu pare era catedràtic d'electromagnetisme, creador de l'Escola d'Enginyeria de Telecomunicacions a Santander.
Doctora en robòtica el 2009 per la Universitat Politècnica de Madrid (UPM) i científica titular al Centre d'Automàtica i Robòtica (CAR) CSIC-UPM. Va començar la seva trajectòria professional especialitzant-se en el disseny de robots orientats a la indústria, fins que el 2009 va conèixer Daniela, una nena que arran d'un accident de trànsit va quedar en un estat greu de tetraplegia. A partir d'aquest moment el seu treball es va centrar a fabricar dispositius orientats a millorar les facultats físiques, contribuir a la rehabilitació i augmentar la mobilitat dels nens que sofreixen malalties neuromusculars degeneratives.
Les seves principals línies de recerca abasten la millora en l'agilitat de la locomoció en quadrúpedes; la creació d'exoesquelets d'extremitats inferiors i ortesis actives; l'estabilitat dinàmica en robots caminadors i la seva adaptació a terrenys complexos amb pertorbacions ambientals.
Elena García Armada és fundadora de Marsi Bionics, empresa derivada del CSIC i la UPM, que té per objectiu la recerca i creació d'exoesquelets pediàtrics, estructures basades en suports que s'ajusten a les cames i al tronc del nen, i que en incorporar motors que imiten el funcionament del múscul, li aporten força per caminar i mantenir-se dempeus.
Un dels seus primers projectes va ser SITJA 4, un robot de 30 quilograms, en el qual es va testar l'algorisme de millora de control i estabilitat de la màquina i que permetia una major autonomia per part del robot, prescindint així de supervisió humana. En millorar l'adaptabilitat del robot al terreny (adaptant les potes segons percep pertorbacions i alteracions) augmenta el seu equilibri i impedeix que bolqui, la qual cosa és fonamental per a tasques d'arrossegament o transport de càrregues. SITJA 4 està pensat per al seu ús en labors de reconeixement i rescat en catàstrofes i per a labors de desminatge.
En el camp de la creació d'exoesquelets pediàtrics, el projecte més destacat i premiat ha estat ATLES 2020, un exoesquelet de 9 quilograms de pes capaç de controlar la rigidesa mentre permet un moviment més àgil i articulat mitjançant els seus diferents sensors de força, pressió i temperatura. Està dotat d'articulacions intel·ligents que interpreten els moviments del pacient detectant quins són desitjats i quins indesitjats, alguna cosa fonamental ja que en molts casos existeixen moviments espasmòdics que, mal interpretats, comporten seriosos riscos de seguretat al pacient.

## Algunes publicacions
- "Robots. Al servei de l'ésser humà" (2015). Editorial: CSIC i Cataracta. ISBN 978-84-00-09914-5[4]
- P. Gonzalez de Santos, I. Garcia and J. Estremera, QUADRUPEDAL LOCOMOTION: An Introduction to the Control of Four-Legged Robots, Springer, London, 2006.[9]

- Sanz-Merodio,D.,Garcia, I., and Gonzalez de Santos, P., Analyzing energy-efficient configurations in hexapod robots for demining applications, Industrial Robot, An International Journal, Vol. 39, No. 4, 2012.[9]
- Arévalo, J.C and García, I., Impedance Control for Legged Robots: An insight into the Concepts Involved, IEEE Transactions on Systems Man and Cybernetics, March 2012.[10]

## Reconeixements
- Premi Hipatia-Dones en la Ciència 2019 a la Trajectòria Científica. Aquest guardó ha estat creat per l'Economista amb el suport de Pfizer, PharmaMar i Banc Santander per a “reconèixer a aquelles dones que més han contribuït durant l'any a l'avanç de la recerca o el progrés científic a Espanya”.[11]

- Medalla d'Or de Madrid, 2018.[12]
- Premi Dones a Seguir 2017.[13]
- Elena García, entre les 10 persones científiques més brillants de 2016.
- Millor Tecnologia Sanitària. Premis ABC Salut 2016.[14]
- Millor projecte emprenedor. Premio CEPYME 2015.
- Primer premi Innova eVIA 2014.[15]